# Henry Gage
Henry Tifft Gage, född 25 december 1852 i Geneva, New York, död 28 augusti 1924 i Los Angeles, var en amerikansk republikansk politiker. Han var den 20:e guvernören i delstaten Kalifornien 1899-1903.

## Biografi
Gage flyttade 1874 till Kalifornien och öppnade 1877 en advokatbyrå i Los Angeles. Byrån fick betydande klienter, bland andra Southern Pacific Railroad. Han gifte sig 1880 med Francesca V. Rains. Paret fick fem barn.
Som guvernör påstod Gage att det inte fanns någon pest i San Francisco men det visade sig att han hade fel. Han utnämnde 1902 Ulysses S. Webb till justitieminister i Kalifornien (California Attorney General). Webb stannade kvar på den posten i 37 år.
Gage tjänstgjorde som USA:s minister i Portugal 1909-1911.